# B.V.S.M.P.
B.V.S.M.P. foi um grupo de hip hop americano formado em 1987, e os integrantes do grupo eram Percy Nathan Rodgers, Calvin Williams e Frederick Eugene Byrd. B.V.S.M.P. significa Baby Virgo - Shocking Mister P.
B.V.S.M.P. é melhor lembrado pela canção "I Need You", que foi sucesso em vários países, principalmente no Reino Unido, no qual chegou a posição de número 3 na parada musical.

## Discografia

### Álbuns de estúdio
| 1988                                               | The Best Belong Together - Lançado: 1988 - Gravadora: BCM Records            | 46 |
| 1993                                               | Shake That Thang - Lançado: 3 de maio de 1993 - Gravadora: Bellaphon Records | —  |
| "—" denota um lançamento que não entrou na parada. |                                                                              |    |

### Singles
| Ano  | Single                     | Posições | Posições | Posições | Posições | Posições | Posições | Posições | Posições | Álbum                    |
| Ano  | Single                     | ALE      | AUT      | FRA      | IRL      | NLD      | GBR      | SWE      | CHE      | Álbum                    |
| ---- | -------------------------- | -------- | -------- | -------- | -------- | -------- | -------- | -------- | -------- | ------------------------ |
| 1987 | "I Need You"               | 3        | 25       | 32       | 7        | 7        | 3        | 14       | 25       | The Best Belong Together |
| 1988 | "Be Gentle"                | 12       | —        | —        | —        | 15       | —        | —        | —        | The Best Belong Together |
| 1988 | "Anytime"                  | 21       | —        | —        | —        | —        | 86       | —        | 22       | The Best Belong Together |
| 1989 | "On and On (Can We Go On)" | —        | —        | —        | —        | —        | —        | —        | —        | The Best Belong Together |
| 1991 | "Hold Me"                  | —        | —        | —        | —        | —        | —        | —        | —        | Shake That Thang         |
| 1993 | "DoDo Monster"             | —        | —        | —        | —        | —        | —        | —        | —        | Shake That Thang         |
| 1993 | "I Need You '93"           | —        | —        | —        | —        | —        | —        | —        | —        | Shake That Thang         |
| 1993 | "I'm in Love"              | —        | —        | —        | —        | —        | —        | —        | —        | Shake That Thang         |
| 1998 | "98'Er Megamix"            | —        | —        | —        | —        | —        | —        | —        | —        | Best of BVSMP            |

### Coletâneas
| Ano  | Detalhes do álbum                                                        |
| ---- | ------------------------------------------------------------------------ |
| 1998 | Best of BVSMP - Lançado: 1998 - Gravadora: ZYX Music                     |
| 2005 | I Need You - The Very Best of - Lançado: 2005 - Gravadora: Spectre Media |

### Vídeoclipes
| Ano  | Título                     | Diretor(es) |
| ---- | -------------------------- | ----------- |
| 1988 | "I Need You"               | —           |
| 1988 | "Anytime"                  | —           |
| 1989 | "On and On (Can We Go On)" | —           |